# Primera de Zacanguillo
Primera de Zacanguillo, även benämnd Santo Niño Doctor, är en ort i Mexiko, tillhörande kommunen Coatepec Harinas i södra delen av delstaten Mexiko. Orten hade 162 invånare vid folkräkningen 2010.